# La Manga del Mar Menor

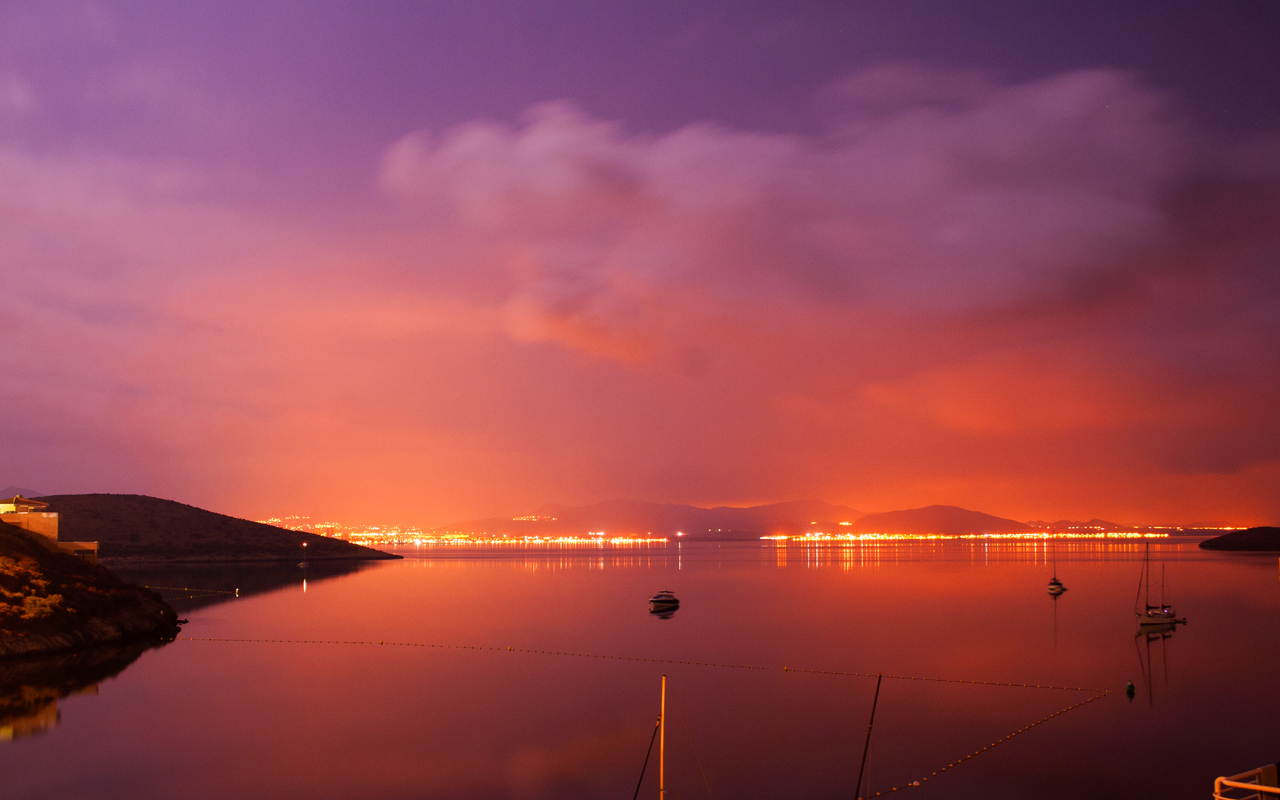
O Mar Menor à noite.

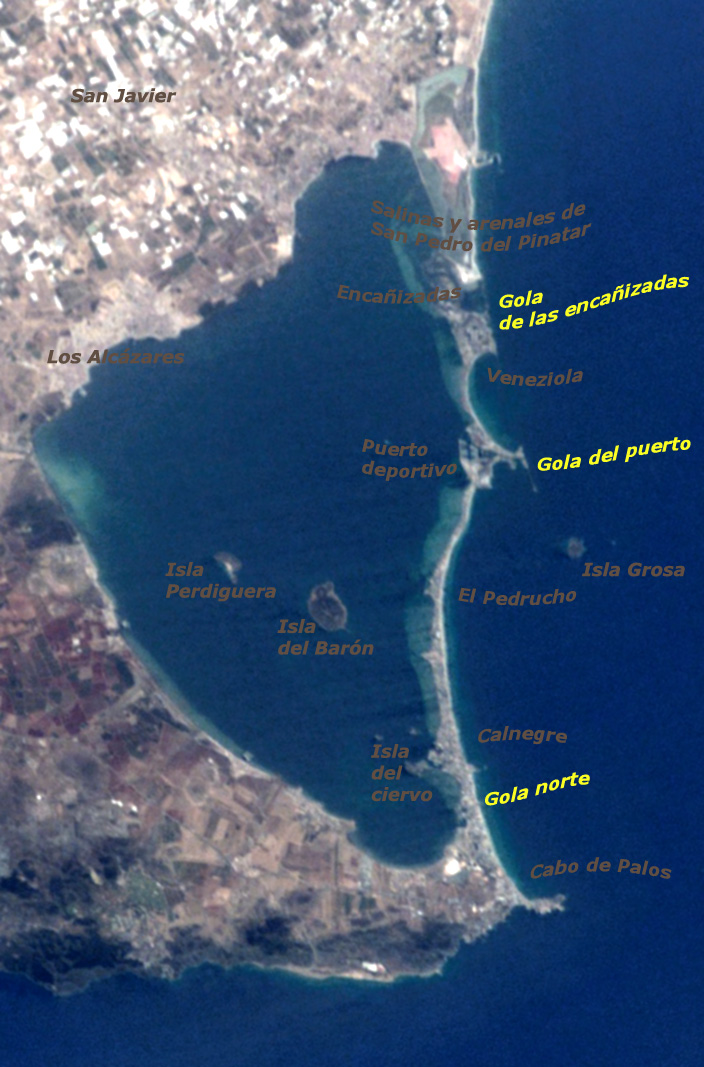
Imagem de satélite.

La Manga del Mar Menor ou simplesmente La Manga (espanhol: la ˈmaŋɡa) é um cordão litoral na Região de Múrcia, Espanha. A faixa de terra tem 22 km de comprimento e 100 metros de largura em média, separando o Mar Mediterrâneo da lagoa do Mar Menor, do Cabo de Palos à Punta del Mojón.

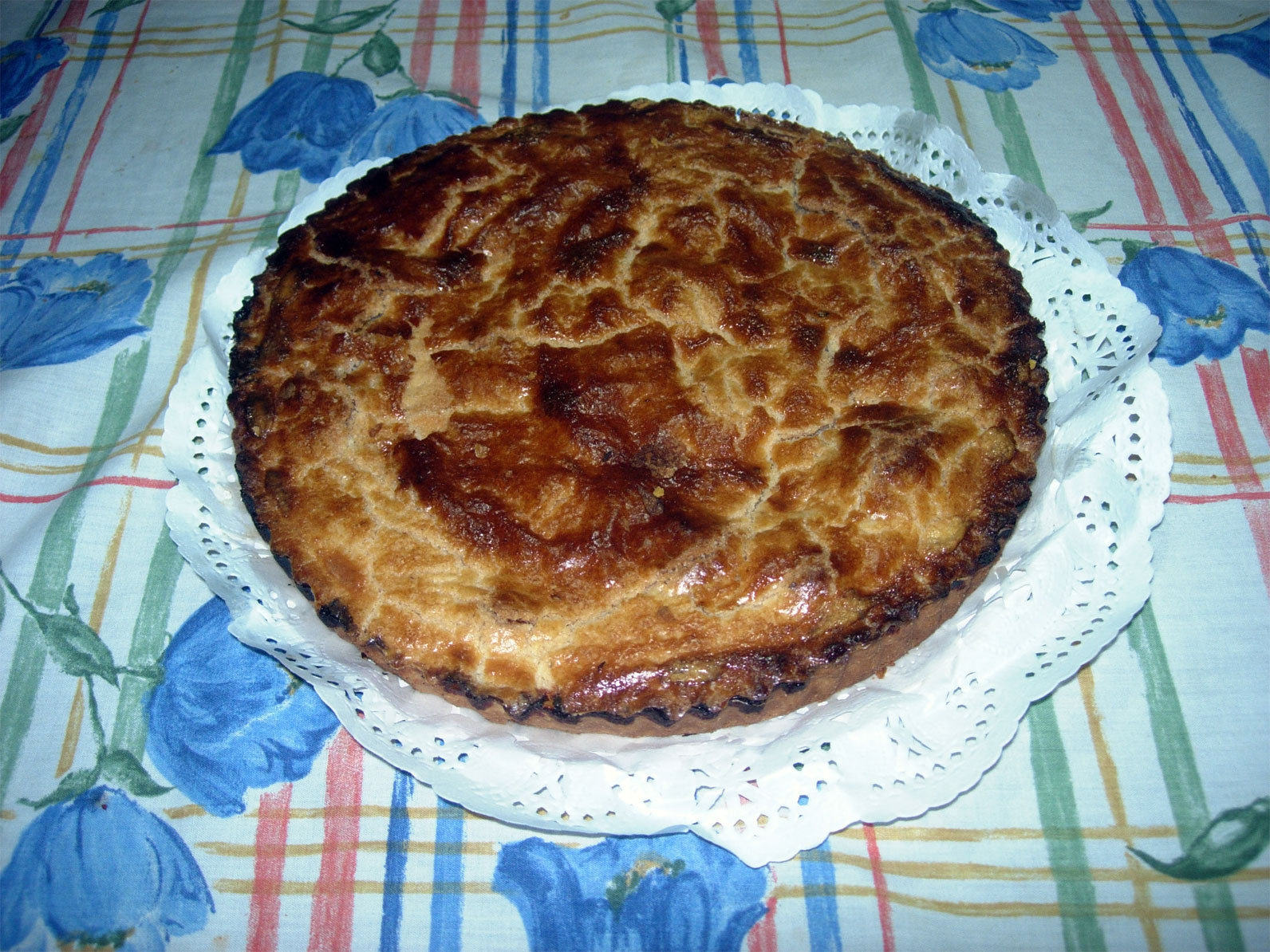
O bolo de Cierva, comida típica da região.

Historicamente, a região era conhecida pelos romanos como Palus e posteriormente pelos mouros como Al Buhayrat Al Qsarand. No século XVII, a região passou a ser conhecida como Mar Chico (mar pequeno) e mais tarde como El Mar Menor. Originalmente, era uma baía aberta para o Mar Mediterrâneo; em cada ponta, recifes de origem vulcânica gradualmente retiveram a areia e os sedimentos que foram trazido pelas correntes marítimas e formaram uma coluna arenosa de dunas e vegetação em meio às rochas, com longas praias em contato com os dois mares. O cordão de La Manga é cortado por canais naturais que mantêm os dois mares em contato um com o outro; as chamadas golas permitem à água do Mediterrâneo adentrar na lagoa. Nessa condição, a região manteve-se intocada até a década de 1960, quando La Manga foi descoberta como atração turística e passou por uma transformação profunda, que incluiu a urbanização da área e a construção de uma infraestrutura turística.
Em 1938, durante a Guerra Civil Espanhola a Batalha do Cabo de Palos ocorreu próxima a La Manga. O farol iniciou a operação em 31 de janeiro de 1865. O cabo faz parte de uma reserva marinha, a Reserva Marina de Cabo de Palos e Islas Hormigas. O aeroporto mais próximo é o de Murcia-San Javier (MJV/LELC).

## Esportes
O Mar Menor, com suas cinco ilhas e contando com águas rasas e protegidas, possui estrutura para esportes aquáticos, com escolas de iatismo e esqui, assim como windsurfe, catamarãs e canoagem. O evento La Manga Cup tem sido realizado desde 1999.